# Plateosauravus
Plateosauravus  is een geslacht van plantenetende dinosauriërs behorend tot de groep van de Sauropodomorpha, dat tijdens het late Trias leefde in het gebied van het huidige Zuid-Afrika. De enige benoemde soort is Plateosauravus cullingworthi.

## Vondst en naamgeving
In 1924 benoemde Sidney Henry Haughton een nieuwe soort van Plateosaurus, Plateosaurus cullingworthi, op grond van een gedeeltelijk skelet door T.L. Cullingworth bij Krommespruit gevonden in de Kaapprovincie. De soortaanduiding eert Cullingworth.
In 1932 benoemde Friedrich von Huene voor de soort een eigen geslacht: Plateosauravus, "voorvader van Plateosaurus", een verwijzing naar de grotere ouderdom van de vondst. In 1976 werd het door Jacques van Heerden aan Euskelosaurus gelijkgesteld, maar begin eenentwintigste eeuw toonde Adam Yates aan dat dit laatste geslacht een nomen dubium was, wat Plateosauravus deed herleven.
Het type bestaat uit de specimina SAM 3341, 3345, 3347, 3350-51, 3603, 3607, ontdekt in de Red Beds van de Lower Elliot Formation, daterend uit het vroege Norien. Later zijn door jachtopziener Adriaan Louw vanaf 27 maart 1995 in het Kruger Nationaal Park nog zeker zestien gedeeltelijke skeletten gevonden, waaronder die van jonge dieren.

## Beschrijving
Plateosauravus is een dier van aanzienlijke omvang en heeft een zware bouw. Gregory S. Paul schatte in 2010 de lichaamslengte op negen meter, het gewicht op twee ton. Het is een van de grootste bekende plantenetende dinosauriërs uit het Trias. Dit zou kunnen betekenen dat het niet meer alleen op de achterpoten liep.
Het grootste gevonden dijbeen heeft een lengte van 76 centimeter, het kleinste een van zeven centimeter. Volgens Van Heerden zou het dijbeen zo sterk gekromd zijn dat het dier met de achterpoten ver uit elkaar liep. Plateosauravus toont een mengeling van kenmerken van de "Prosauropoda" en de Sauropoda.

## Fylogenie
Plateosauravus werd oorspronkelijk toegewezen aan de Plateosauridae. Later is ook wel gedacht aan de Melanosauridae en de Anchisauridae, maar tegenwoordig zijn de Plateosauridae weer de gebruikelijke indeling.